# Stazione di Steinach in Tirol
La stazione di Steinach in Tirol è stata una stazione ferroviaria posta sulla linea Innsbruck-Brennero. Serve il comune di Steinach am Brenner.

## Storia
La stazione venne inaugurata nel 1867 insieme alla tratta Innsbruck-Brennero.

## Strutture e impianti
È composta da un fabbricato viaggiatori e quattro binari.